# خارج في الظلام (فلم)
خارج في الظلام (بالإنجليزية: Out in the Dark) فيلم إسرائيلي تم إنتاجه وصدر في سنة 2012. يتحدث عن قصة حب بين طالب فلسطينى ومحامى إسرائيلي

## القصة
وتدور أحداث الفيلم حول الشاب لفلسطيني نمر، وهو طالب جامعي متفوق من رام الله يدرس علم النفس في جامعة بيرزيت، أدى دوره الممثل نيكولاس يعقوب، والذي يتعرف في أحد الحانات على بطل الممثل ميخائيل ألوني، وهو محامي شاب من تل أبيب يدعى روعي، حيث تنشأ بينهما علاقة حب.
وما ان يلتقي الشابان حتى يشعر كلاهما بالاهتمام بالآخر. وبحسب سيناريو الفيلم فإن لدى «نمر» تصريح مؤقت لدخول إسرائيل، أو ما يُعرف بالخط الأخضر، حيث يتمرن على يد بروفيسور إسرائيلي في جامعة تل أبيب.
ليس لدى عائلة «نمر»، وهي عائلة فلسطينية تقليدية، أي علم بميول ابنها الجنسية.

## رأي النقاد
يشار إلى أن فيلم «الظلام» حقق نجاحأً وقوبل بالاهتمام في المهرجانات الدولية، كما اشترت حقوق عرضه قرابة 30 دولة، فيما حصلت قناة HBO الأمريكية على حقوق عرضه حصرياً في الولايات المتحدة، بالإضافة إلى مديح عدد كبيرله من المختصين والمشاهدين الذين عبروا عن آرائهم الإيجابية من خلال مواقع التواصل الاجتماعي.

## الجوائز
وقد فاز الفيلم أكثر من 25 جائزة أبرزها:
- جائزة أفضل فيلم في مهرجان حيفا السينمائي الدولي

## وصلات خارجية
- مقالات تستعمل روابط فنية بلا صلة مع ويكي بيانات